# Нематеріальна культурна спадщина

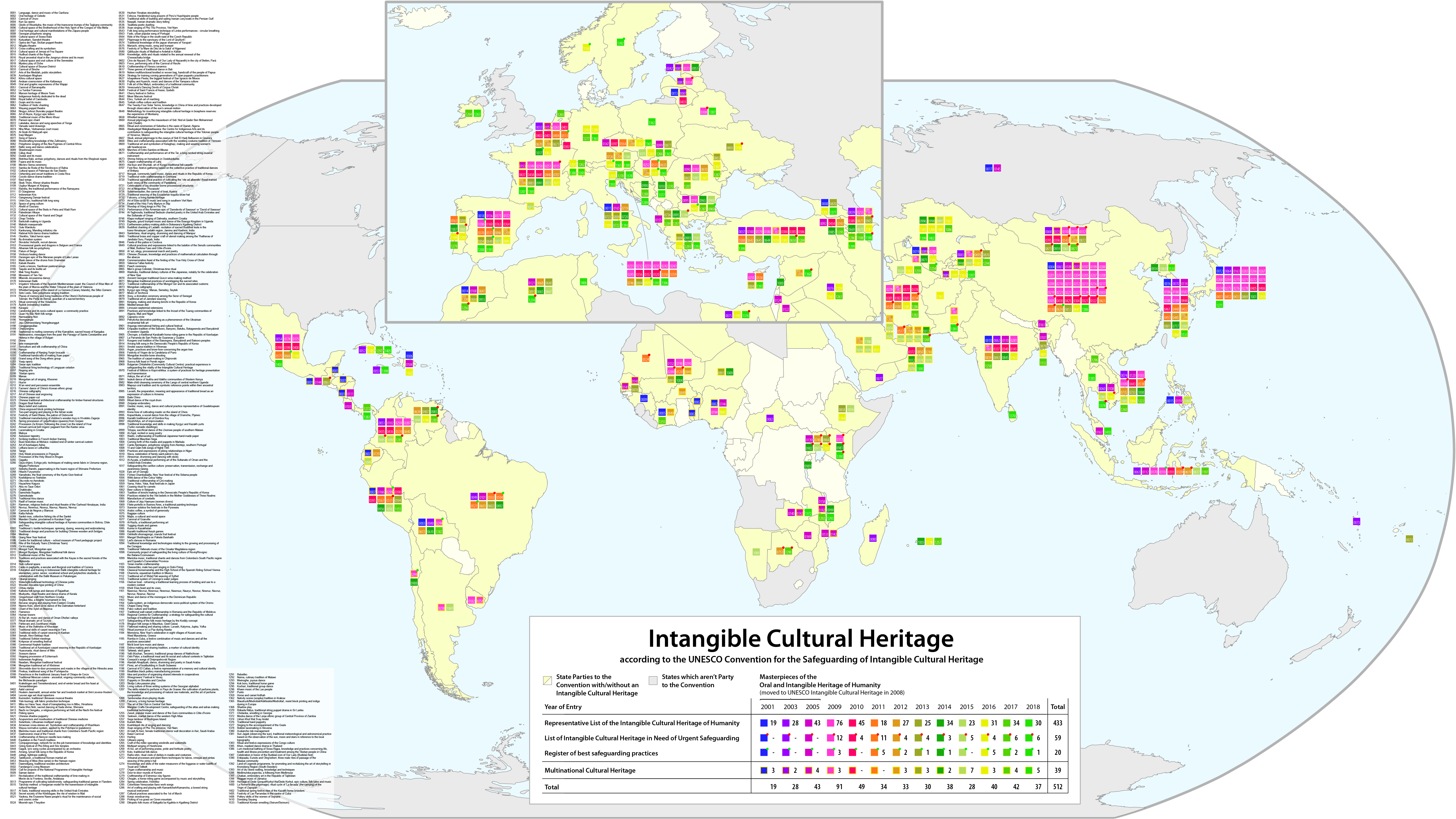

Нематеріа́льна культу́рна спа́дщина (англ. intangible cultural heritage) — концепція, запропонована в 1990-х роках як аналог Світовій спадщині ЮНЕСКО, що приділяє основну увагу матеріальній культурі. У 2001 році ЮНЕСКО провела опитування серед держав і неурядових організацій, з метою вироблення засад конвенції. У 2003 році була прийнята Конвенція із захисту нематеріальної культурної спадщини. Україна приєдналася до цієї Конвенції у 2008 році.

## Визначення
У статті 2 Конвенції ЮНЕСКО дається наступне визначення нематеріальній культурній спадщині:
Конвенції про збереження нематеріальної культурної спадщини:

«Нематеріальна культурна спадщина» означає звичаї, форми представлення і вираження, знання і навички, — а також пов'язані з ними інструменти, предмети, артефакти і культурні простори, — визнані співтовариствами, групами і, в деяких окремих випадках, особами як частина їхньої культурної спадщини.
Така нематеріальна культурна спадщина, що передається від покоління до покоління, постійно відтворюється співтовариствами і групами залежно від середовища, що їх оточує, їх взаємодії з природою та історією і формує в них почуття самобутності та спадкоємності, сприяючи тим самим повазі культурної різноманітності і творчості людини.
важлива тільки та нематеріальна культурна спадщина, яка узгоджується з існуючими міжнародно-правовими актами з прав людини і вимогами взаємної поваги між співтовариствами, групами та окремими особами, а також стійкого розвитку.

У Конвенції вказані також конкретні прояви нематеріальної культурної спадщини в декількох областях:
- усні традиції та форми вираження, в тому числі мова як носій нематеріальної культурної спадщини;
- виконавські мистецтва, у тому числі акторська гра, музика, спів, танці та інше;
- звичаї, обряди, свята;
- знання та звичаї, що відносяться до природи і всесвіту;
- знання та навички, пов'язані з традиційними ремеслами.

## Репрезентативний список ЮНЕСКО нематеріальної культурної спадщини людства
Для забезпечення більшої наочності  нематеріальної культурної спадщини, сприяння поглибленню усвідомлення її значення та заохочення діалогу на основі поваги до культурного різноманіття складається, оновлюється та публікується Репрезентативний список нематеріальної культурної спадщини людства (англ. Lists of Intangible Cultural Heritage) та Реєстр належних практик захисту (англ. Register of good safeguarding practices). На кінець 2019 року до списку включено 549 елементів нематеріальної культурної спадщини 127 країн.

### Елементи нематеріальної культурної спадщини України у списках ЮНЕСКО
До репрезентативного списку нематеріальної культурної спадщини людства занесені:
- У 2013 році — Петриківський декоративний живопис як феномен української орнаментальної народної творчості[5];
- у 2016 році — Козацькі пісні Дніпропетровщини увійшли до списку Репрезентативного списку нематеріальної культурної спадщини людства ЮНЕСКО нематеріальної культурної спадщини ЮНЕСКО, що потребує термінової охорони[6];
- у 2019 році — Традиція косівської розписної кераміки[7];
- у 2021 році — Орнек, кримськотатарський орнамент та знання про нього.
- у 2022 році — Український борщ увійшов до списку Репрезентативного списку нематеріальної культурної спадщини людства ЮНЕСКО, що потребує термінової охорони.[8]
- у 2024 році — «Програму з охорони кобзарсько-лірницької традиції» включили до Реєстру належних практик з охорони нематеріальної культурної спадщини ЮНЕСКО.[9]

## Національний перелік елементів нематеріальної культурної спадщини України
Станом на 01.09.2023 р. до Національного переліку елементів нематеріальної культурної спадщини України включено 77 елементів НКС.